# Gare de Gand-Saint-Pierre
Pour les articles homonymes, voir Gare de Saint-Pierre.
La gare de Gand-Saint-Pierre (en néerlandais station Gent-Sint-Pieters) est une gare ferroviaire belge de la ligne 50A, de Bruxelles à Ostende, située au sud du centre de la ville de Gand dans la province de Flandre-Orientale en Région flamande.
Elle est mise en service en 1881 par l'administration des chemins de fer de l'État Belge, époque où la plus importante gare de la ville était la gare de Gand-Sud. Son bâtiment voyageurs date de 1912. C'est une gare de la Société nationale des chemins de fer belges (SNCB) desservie par des trains InterCity (IC), Suburbains (S), Omnibus (L), d’Heure de pointe (P) et Touristiques (T).

## Situation ferroviaire
Établie à 11 m d'altitude, l'important nœud ferroviaire de la gare de Gand-Saint-Pierre est situé au point kilométrique (PK) 51,956 de la ligne 50A, de Bruxelles à Ostende, entre les gares ouvertes de Bruxelles-Midi et de Tronchiennes. Gare de bifurcation, elle est l'aboutissement de la ligne 50, de Bruxelles-Nord à Gand-Saint-Pierre, après la gare de Merelbeke, et de la ligne 50E, de Y Melle-Ouest à Gand-Saint-Pierre. Elle est également l'origine de la ligne 75, de Gand-Saint-Pierre à Mouscron (frontière française).

## Histoire
En 1881, la gare est un petit bâtiment situé sur la ligne Gand-Ostende. À cette époque, la gare principale de Gand est la gare du Sud construite en 1837. À l'occasion de l'Exposition universelle de 1913, il est décidé de construire un nouveau bâtiment à Gand-Saint-Pierre. Les plans sont dessinés en 1910 par l'architecte Louis Cloquet et la gare est achevée en 1912, juste avant l'exposition.

## Service des voyageurs

### Accueil
Gare SNCB, elle dispose d'un bâtiment voyageurs, avec guichets, ouvert tous les jours et est équipée d'automates pour l'achat de titres de transport. Des aménagements, équipements et services sont à la disposition des personnes à mobilité réduite. Un buffet et un restaurant sont installés dans la gare. D'autres services sont présents, notamment une consigne à bagages avec personnel et une autre automatique.
Un souterrain permet la traversée des voies et le passage d'un quai à l'autre.

### Desserte
Gand-Saint-Pierre est desservie par des trains InterCity (IC), Suburbains (S), Omnibus (L), d’Heure de pointe (P) et Touristiques (T) de la SNCB, qui effectuent des missions sur les lignes 50 (Bruxelles - Gand), 50A (Bruxelles - Ostende / Blankenberge / Knokke / Zeebrugge), 53 (Malines - Gand), 58 (Eeklo - Gand), 73 (La Panne - Gand), 75 (Gand - Mouscron - Lille-Flandres), 86 (Renaix - Gand) et 122 (Gand - Grammont) (voir brochure SNCB en lien externe).

### Intermodalité
Un parc à vélos et un parking pour les véhicules y sont aménagés. Elle est desservie par des bus et le tramway.

## Comptage voyageurs
Ce graphique et tableau montre le nombre de voyageurs embarquant en moyenne durant la semaine, le samedi et le dimanche.
| Nombre de passagers qui embarquent à la gare de Gand-Saint-Pierre | Nombre de passagers qui embarquent à la gare de Gand-Saint-Pierre | Nombre de passagers qui embarquent à la gare de Gand-Saint-Pierre | Nombre de passagers qui embarquent à la gare de Gand-Saint-Pierre |
|                                                                   | Semaine                                                           | Samedi                                                            | Dimanche                                                          |
| ----------------------------------------------------------------- | ----------------------------------------------------------------- | ----------------------------------------------------------------- | ----------------------------------------------------------------- |
| 1977                                                              | 31 711                                                            | 9 700                                                             | 8 800                                                             |
| 1978                                                              | 31 435                                                            | 9 677                                                             | 8 600                                                             |
| 1979                                                              | 29 387                                                            | 9 085                                                             | 8 199                                                             |
| 1980                                                              | 28 017                                                            | 9 500                                                             | 8 500                                                             |
| 1981                                                              | 29 173                                                            | 9 887                                                             | 8 893                                                             |
| 1982                                                              | 31 941                                                            | 9 404                                                             | 9 760                                                             |
| 1983                                                              | 30 410                                                            | 8 494                                                             | 8 040                                                             |
| 1984                                                              | 33 020                                                            | 9 132                                                             | 9 241                                                             |
| 1985                                                              | 31 308                                                            | 9 709                                                             | 12 700                                                            |
| 1986                                                              | 33 048                                                            | 8 800                                                             | 9 184                                                             |
| 1987                                                              | 31 496                                                            | 9 087                                                             | 10 968                                                            |
| 1988                                                              | 32 846                                                            | 10 537                                                            | 11 213                                                            |
| 1989                                                              | 32 659                                                            | 9 482                                                             | 10 191                                                            |
| 1990                                                              | 30 826                                                            | 10 319                                                            | 10 704                                                            |
| 1991                                                              | 33 874                                                            | 10 164                                                            | 10 929                                                            |
| 1992                                                              | 33 583                                                            | 10 469                                                            | 11 892                                                            |
| 1993                                                              | 33 592                                                            | 11 552                                                            | 10 448                                                            |
| 1994                                                              | 37 066                                                            | 10 072                                                            | 9 926                                                             |
| 1995                                                              | 34 097                                                            | 12 232                                                            | 10 514                                                            |
| 1996                                                              | 35 724                                                            | 12 008                                                            | 10 276                                                            |
| 1997                                                              | 35 415                                                            | 12 303                                                            | 13 162                                                            |
| 1998                                                              | 36 938                                                            | 10 648                                                            | 10 968                                                            |
| 1999                                                              | 32 207                                                            | 9 545                                                             | 9 378                                                             |
| 2000                                                              | 35 627                                                            | 12 386                                                            | 11 625                                                            |
| 2001                                                              | 38 079                                                            | 10 983                                                            | 10 687                                                            |
| 2002                                                              | 36 708                                                            | 14 183                                                            | 15 545                                                            |
| 2003                                                              | 41 163                                                            | 15 552                                                            | 20 270                                                            |
| 2004                                                              | 38 841                                                            | 14 823                                                            | 13 362                                                            |
| 2005                                                              | 44 500                                                            | 17 717                                                            | 16 487                                                            |
| 2006                                                              | 44 718                                                            | 16 366                                                            | 18 582                                                            |
| 2007                                                              | 44 670                                                            | 20 611                                                            | 20 461                                                            |
| 2008                                                              | -                                                                 | -                                                                 | -                                                                 |
| 2009                                                              | 44 525                                                            | 15 100                                                            | 15 136                                                            |
| 2010                                                              | -                                                                 | -                                                                 | -                                                                 |
| 2011                                                              | -                                                                 | -                                                                 | -                                                                 |
| 2012                                                              | 53 954                                                            | 20 475                                                            | 18 905                                                            |
| 2013                                                              | 49 252                                                            | 18 341                                                            | 16 851                                                            |
| 2014                                                              | 54 169                                                            | 20 985                                                            | 20 491                                                            |
| 2015                                                              | 55 817                                                            | 21 184                                                            | 22 046                                                            |
| 2016                                                              | 55 143                                                            | 22 343                                                            | 22 100                                                            |
| 2017                                                              | 56 314                                                            | 23 361                                                            | 22 158                                                            |
| 2018                                                              | 56 189                                                            | 22 000                                                            | 18 195                                                            |
| 2019                                                              | 55 325                                                            | 25 486                                                            | 20 416                                                            |
| 2020                                                              | 25 717                                                            | 13 211                                                            | 12 766                                                            |
| 2021                                                              |                                                                   |                                                                   |                                                                   |
| 2022                                                              | 48 138                                                            | 25 618                                                            | 22 423                                                            |
| 2023                                                              | 48 441                                                            | 25 578                                                            | 23 452                                                            |
| 2024                                                              | 48 885                                                            | 23 575                                                            | 23 324                                                            |

## Galerie de photographies

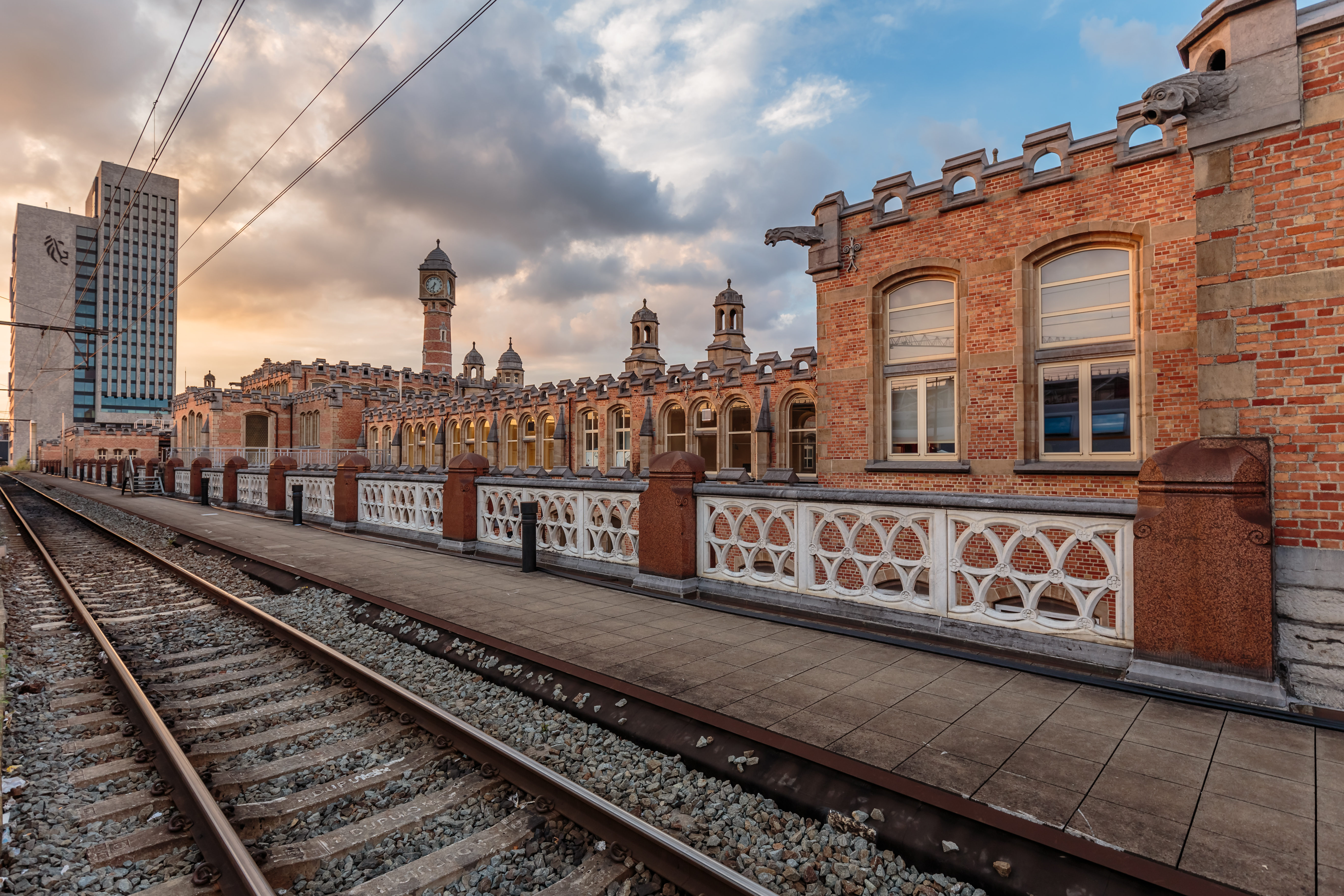
Bâtiment, vu depuis le quai n°1.
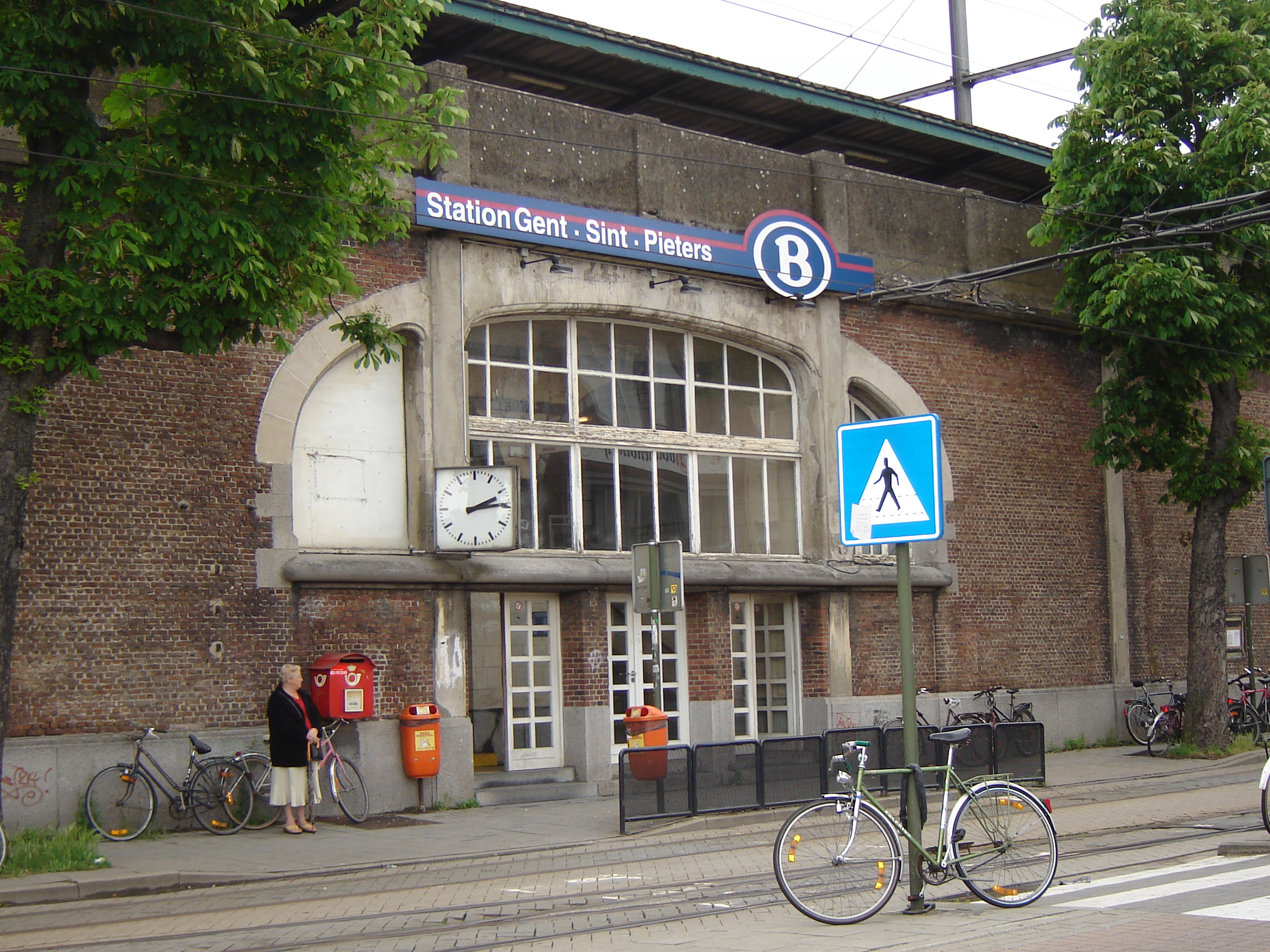
Ancien accès arrière.
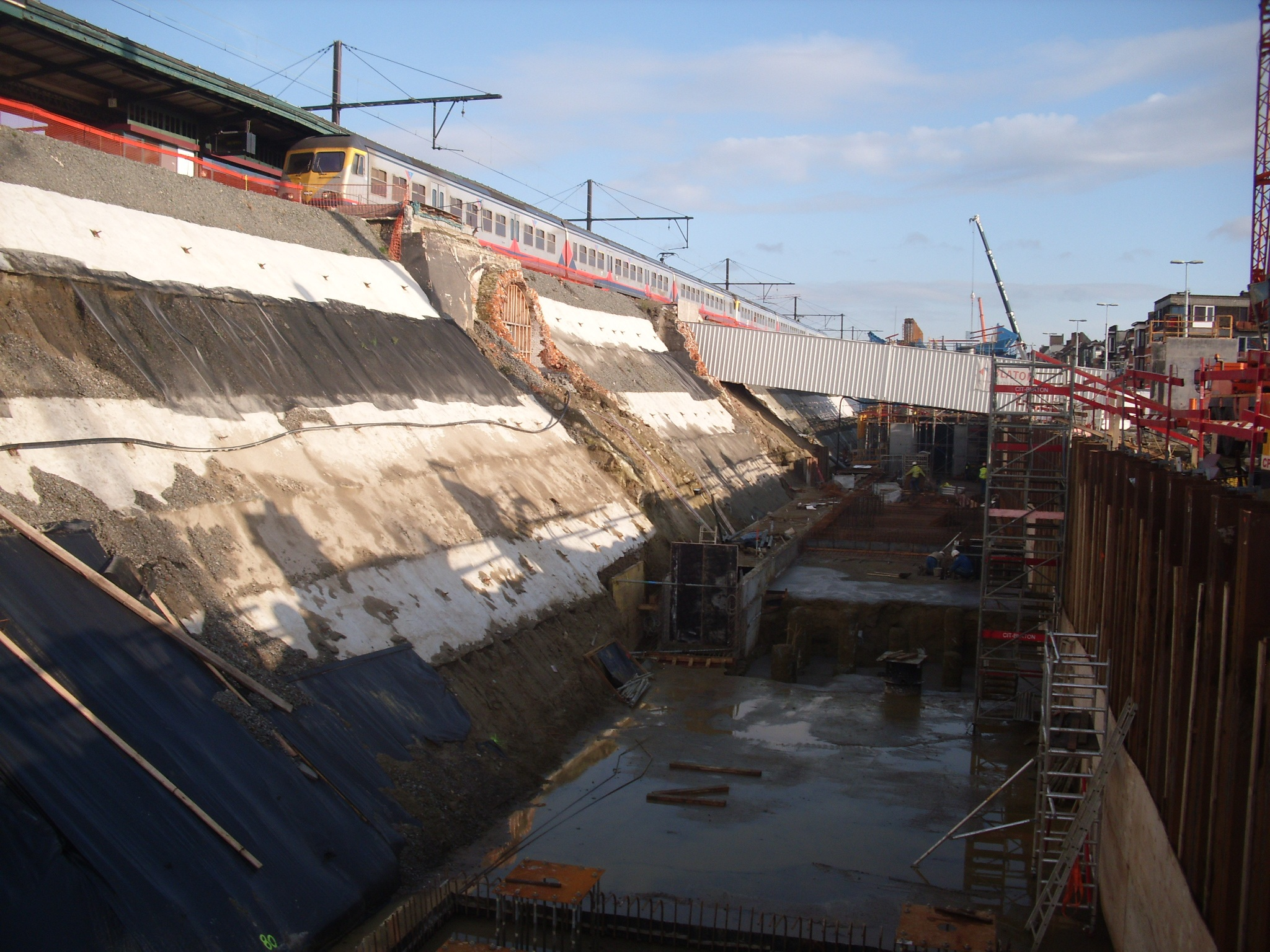
Le même endroit pendant les travaux.
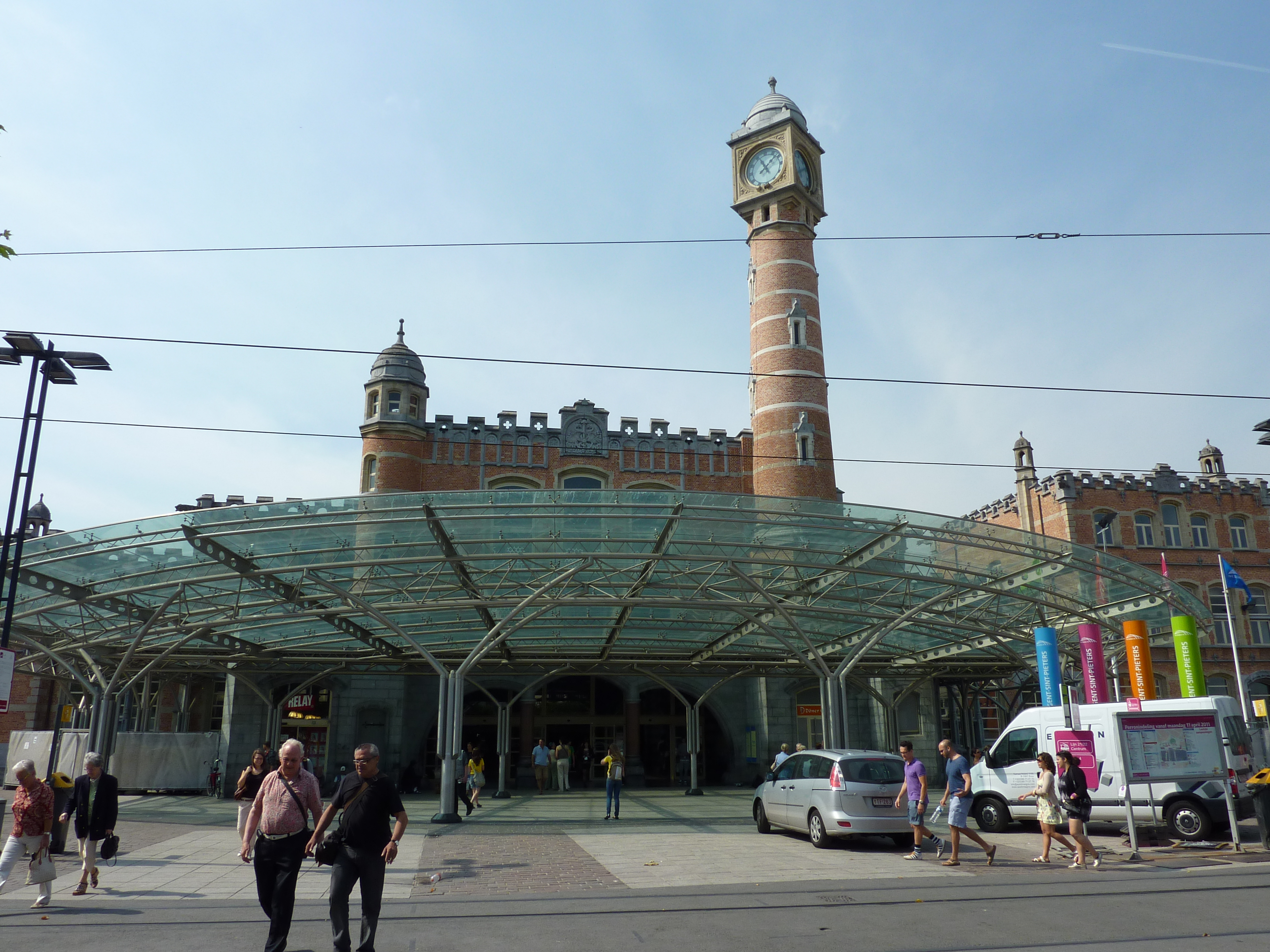
Entrée de la gare.
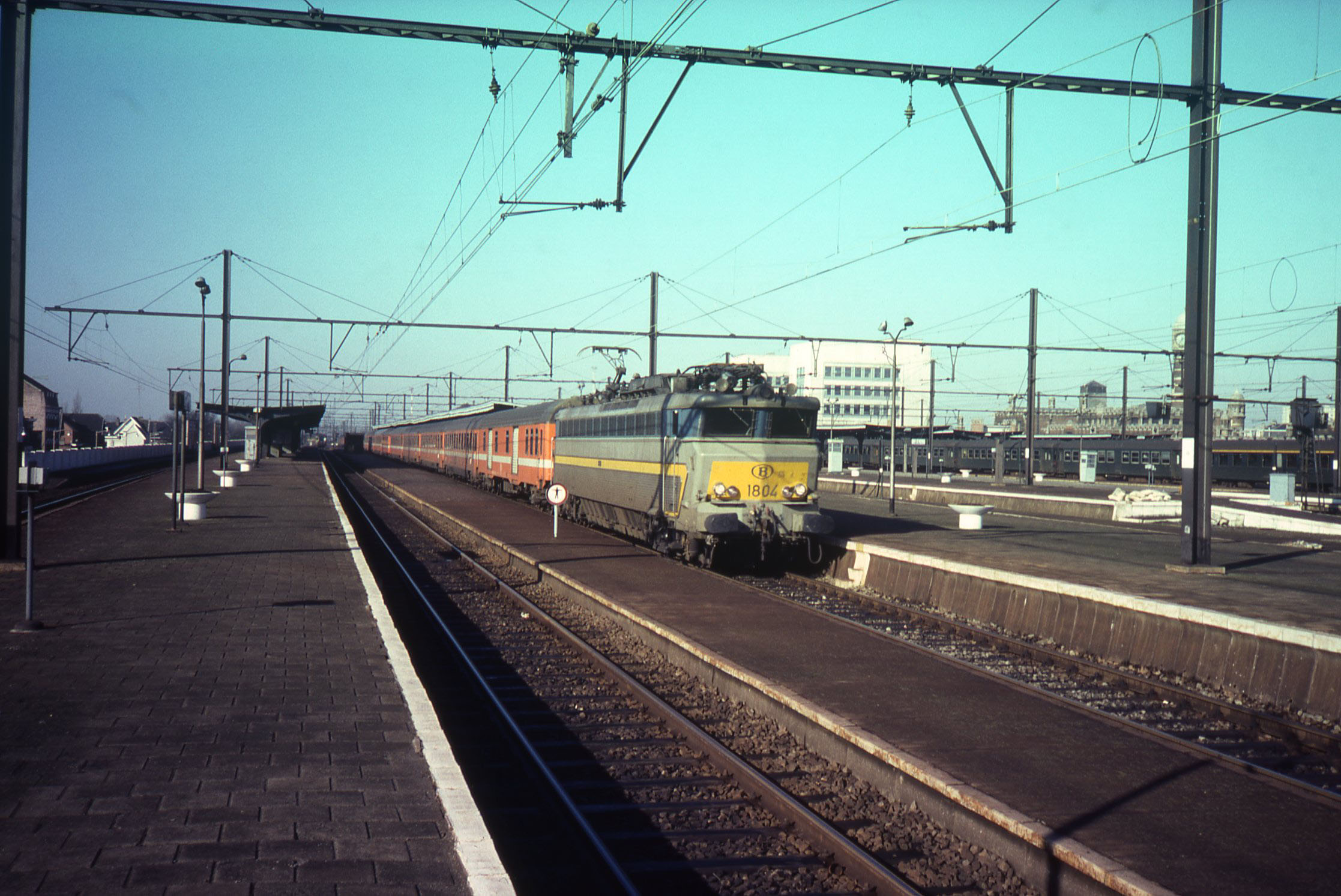
Train à quai (1982).
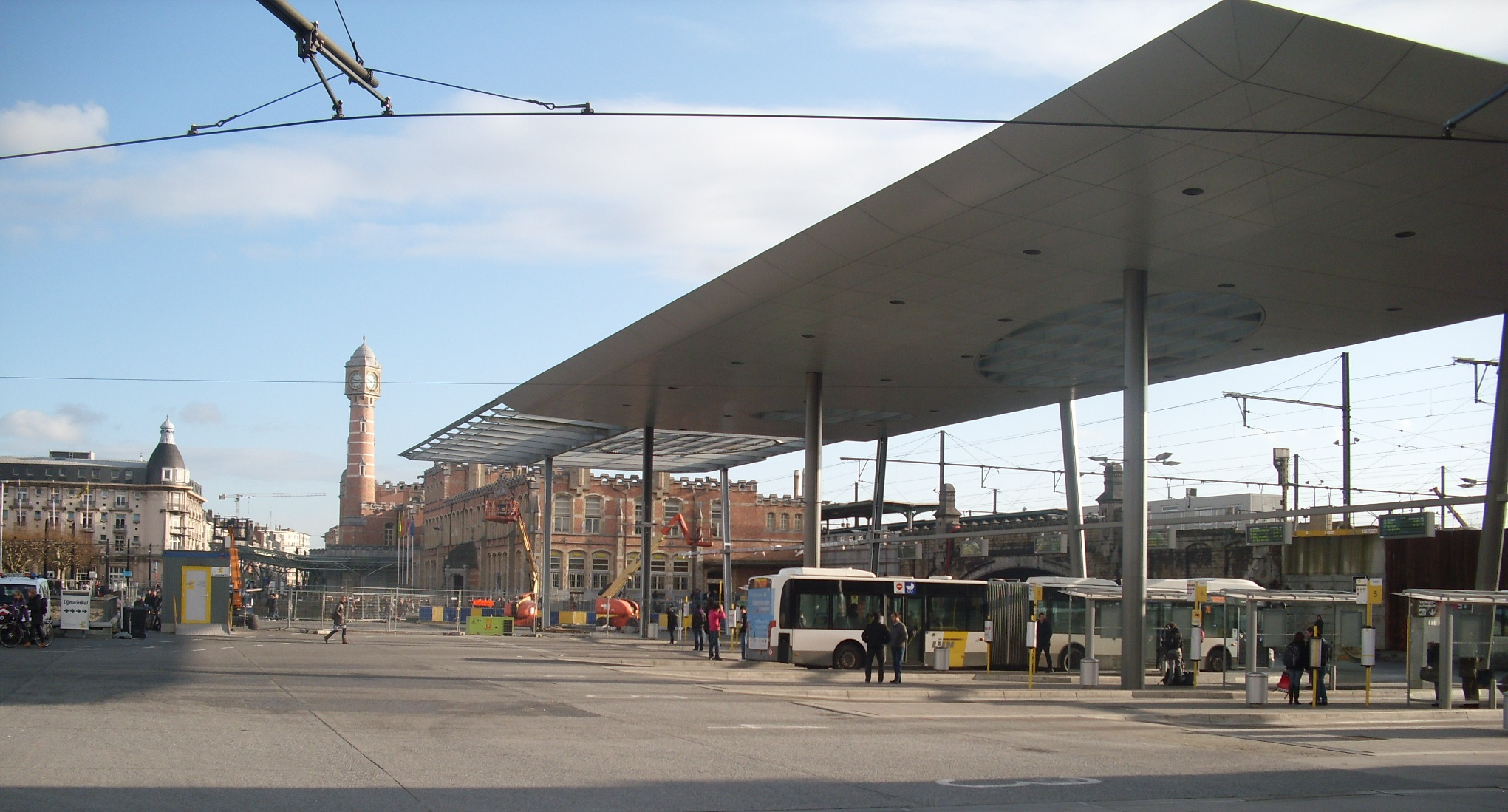
Gare routière.

## Projet de rénovation
La gare et son quartier font l'objet d'un grand projet de rénovation urbaine (accompagnée par le projet européen CIVITAS), avec l'augmentation de la cadence ainsi que du nombre de trains et de passagers, et la construction d'une gare souterraine de plusieurs étages (sans interruption de plus de deux voies de la gare actuelle), avec 2 parkings-auto, mais surtout des connexions directes et améliorées pour les bus, taxis, vélos et piétons. En particulier 10 000 places de vélo sont prévues, directement sous les quais, ce qui en fera une des gares les plus accessibles d'Europe,,. 2 800 places sont prévues pour les voitures (en plusieurs parkings). L'objectif est de 60 000 voyageurs montant dans un train par jour en 2020 ou plus (contre 45 000 aujourd'hui).
On ne pouvait réaménager la gare de 1912 (parce que classée). On va donc construire la nouvelle gare multimodale et sous l'ancienne, avec une amélioration du réseau routier visant non pas à le rendre plus favorable aux voitures, mais de manière à favoriser les alternatives moins polluantes (bus, taxis, vélo, sachant que les 2 roues motorisées ne comptent déjà plus aujourd'hui que pour 10 % environ des passagers qui se rendent à la gare). Ceci se fait en partenariat avec ville, région flamande, réseau de transport public (De Lijn), Eurostation, Infrabel, et SNCB-Holding, en visant à garder la maitrise foncière et la propriété des lieux pour imposer un respect des cahiers des charges (y compris du point de vue environnemental, même si les aspects de haute qualité environnementale n'ont été étoffés qu'en fin de projet).
Le coût d'investissement en infrastructures prévu est de 443 Millions d'euros (de 2009 à 2020), avec un défi à relever : travailler sans bloquer plus de 2 voies sur 12, dans une des villes les plus denses d'Europe.
Un grand projet immobilier est associé, dit « Fabiolalaan », qui prévoit avant 2020, 212 000 m2 de bureaux (39 %), d'habitat (52 %) et de commerces et activités récréationnelles (9 %).

## Patrimoine ferroviaire

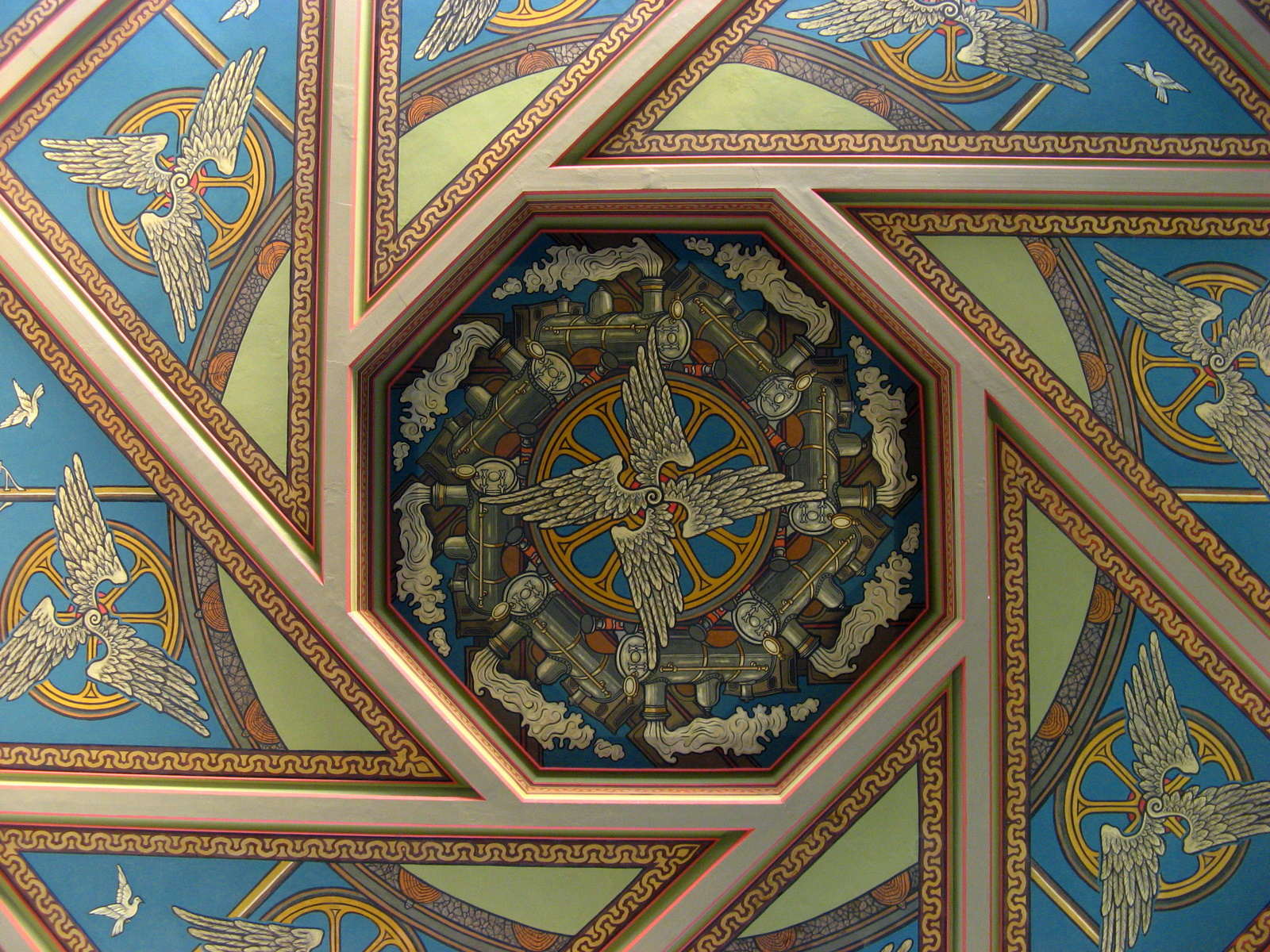
Fresque du plafond.
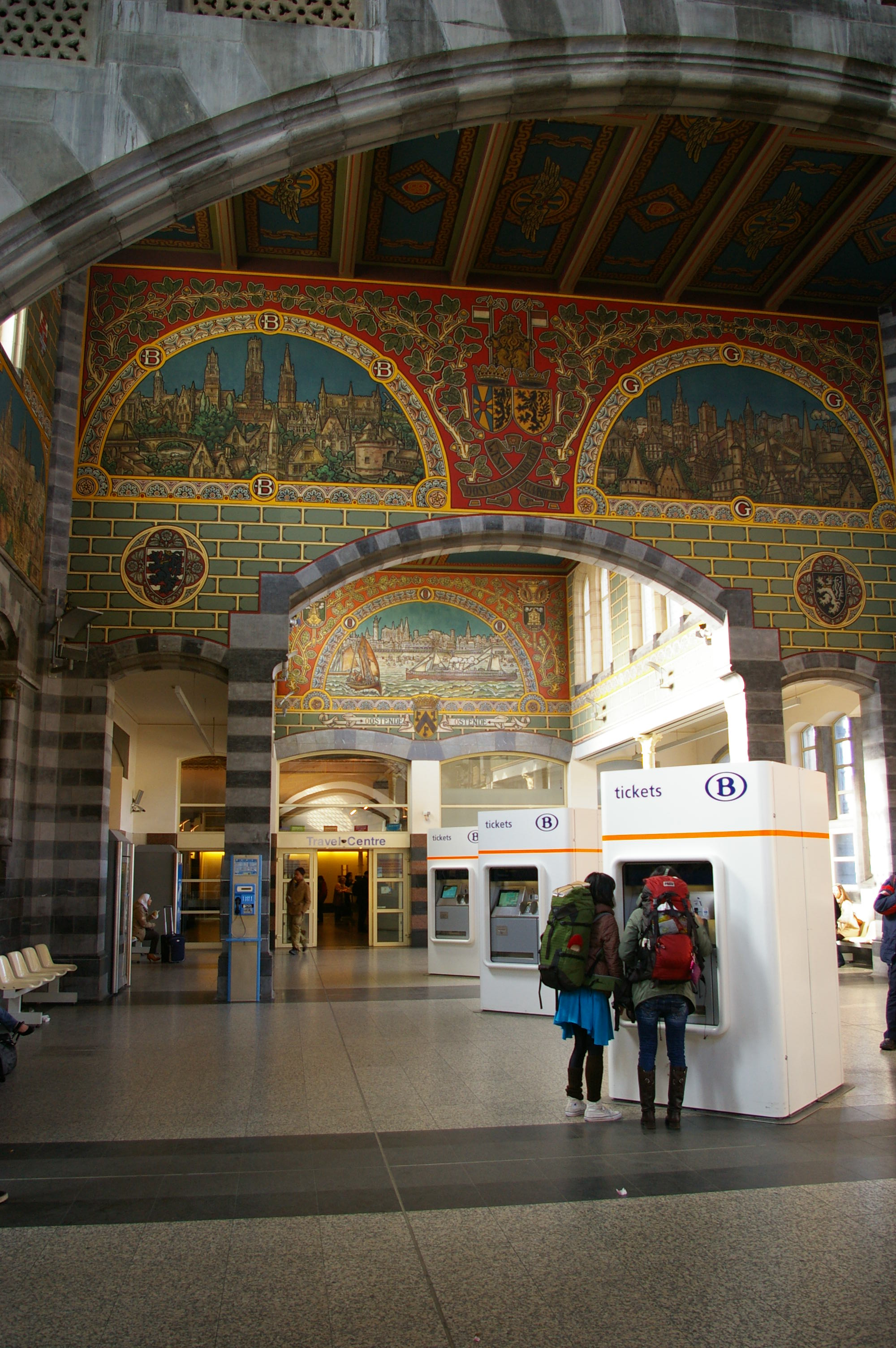
Hall de la gare.
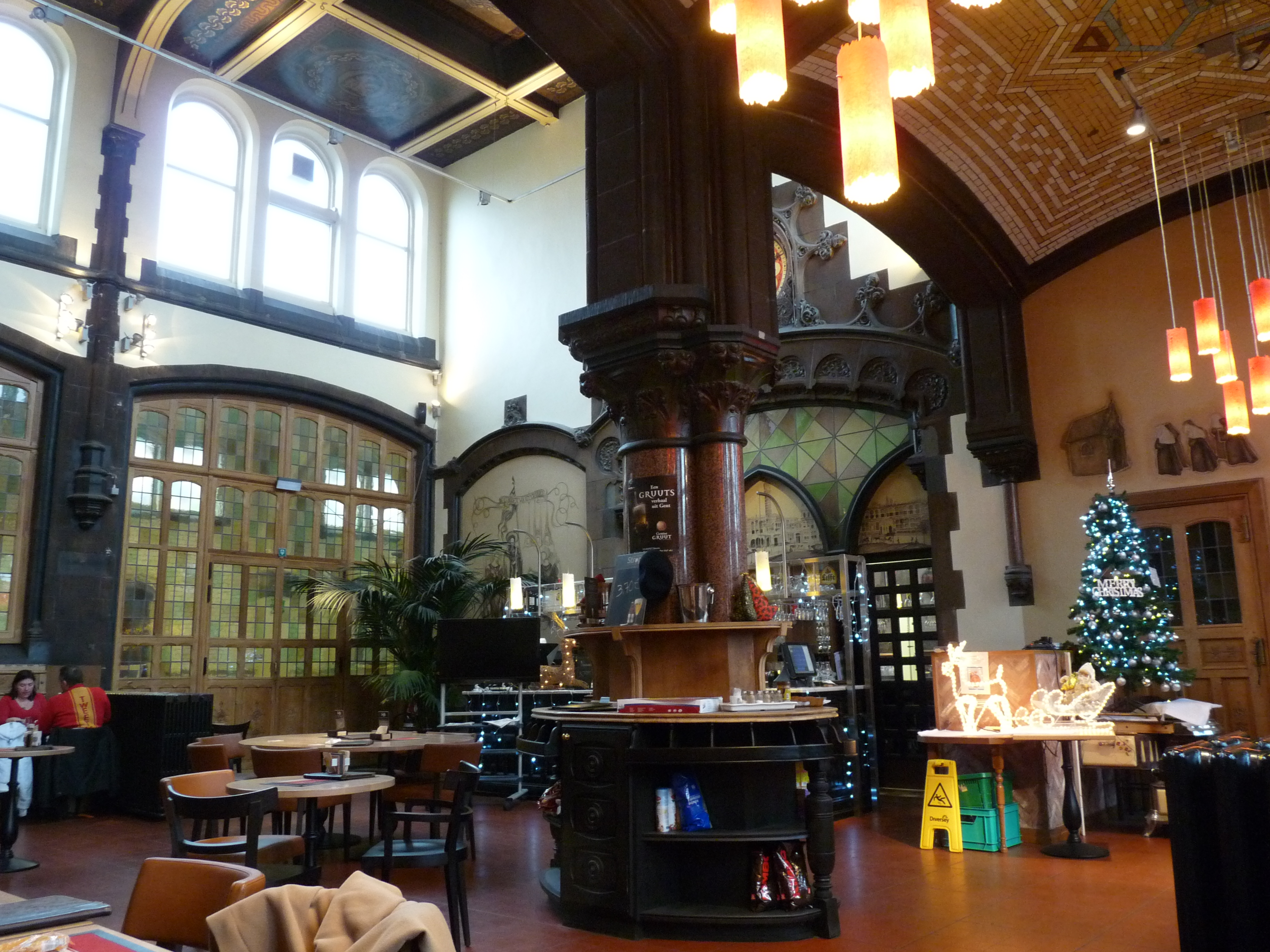
Buffet de la gare.
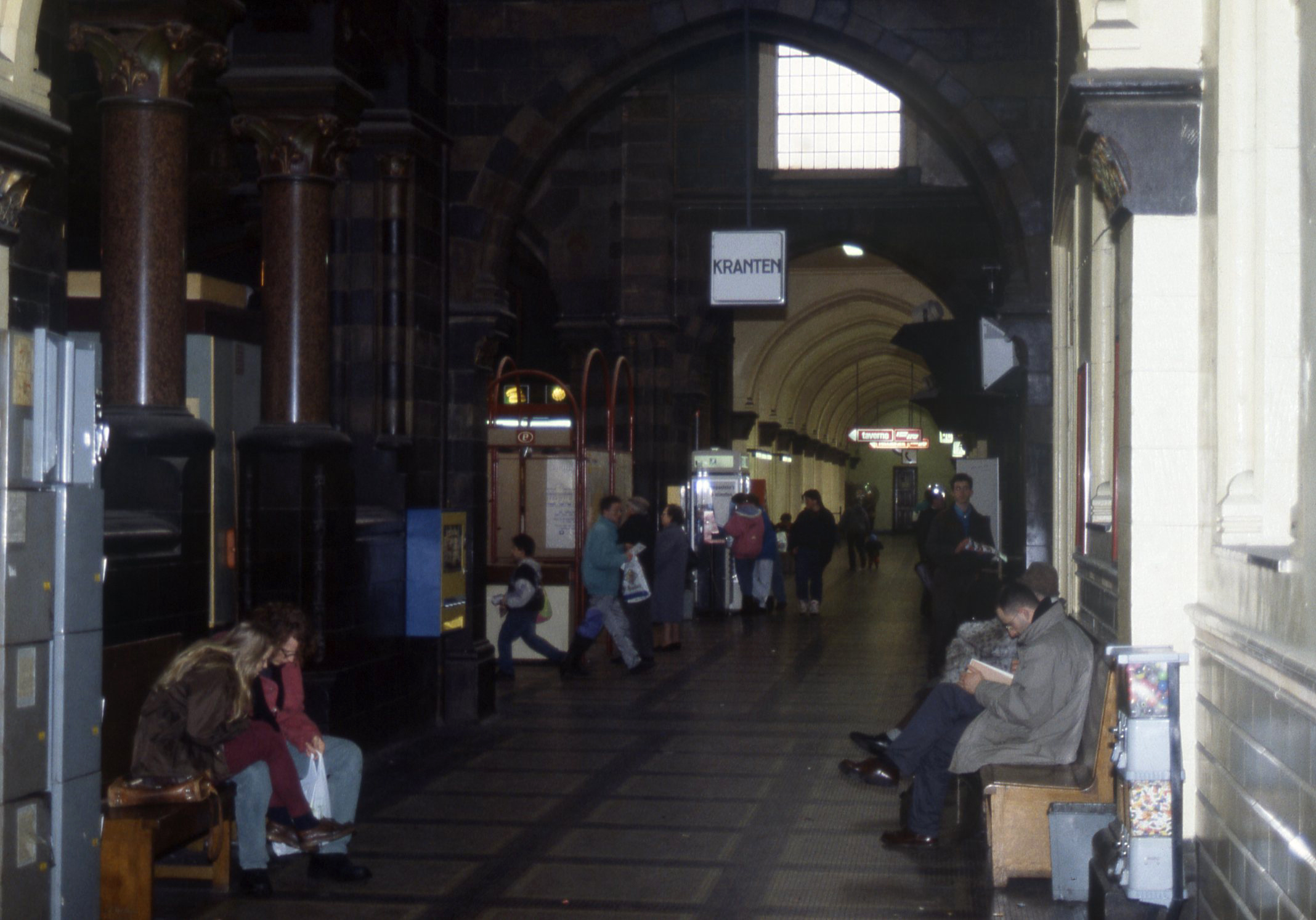
Salle des pas perdus (1992).
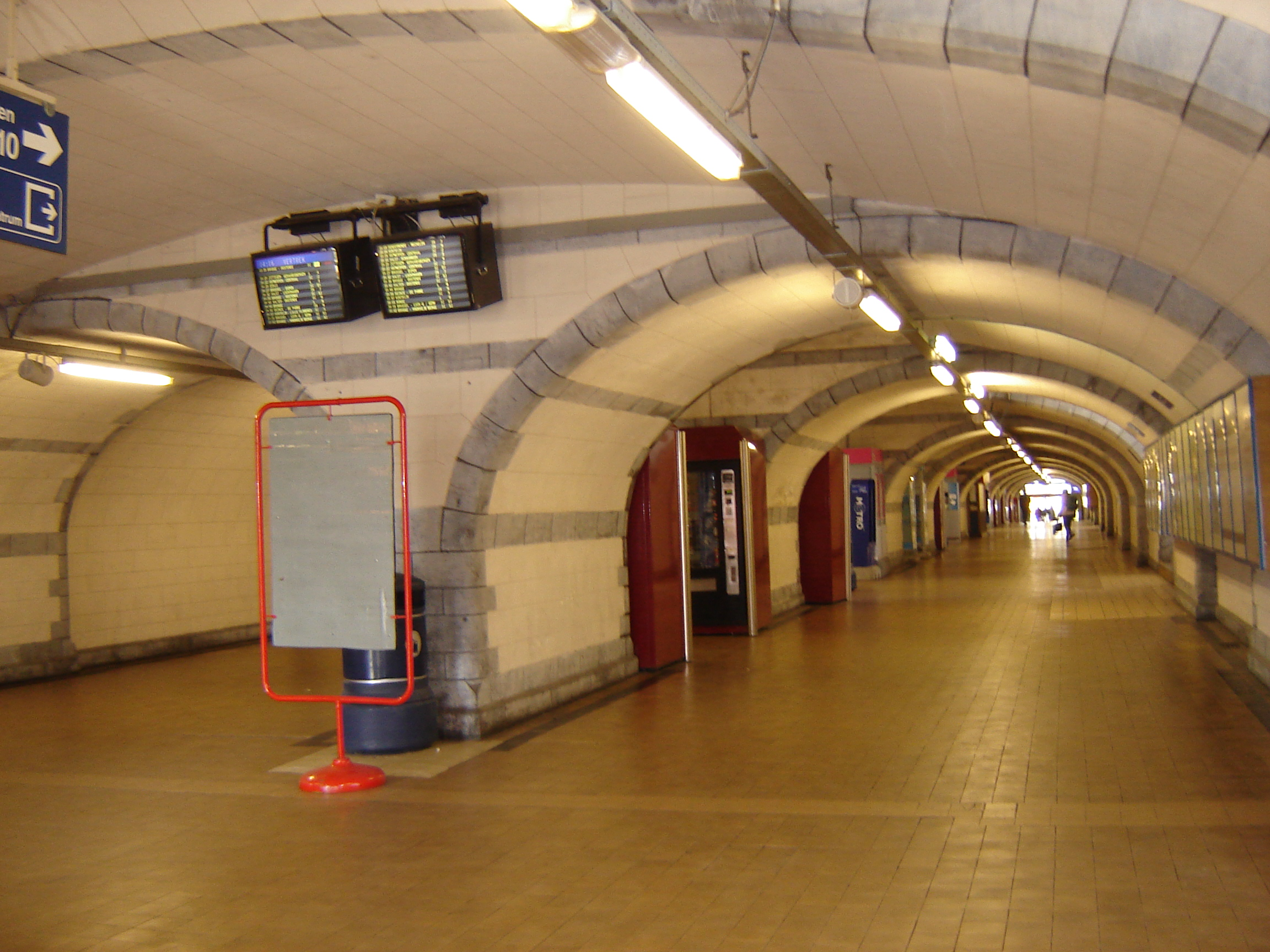
Ancien tunnel sous les quais.

## Traduction
- (en) Cet article est partiellement ou en totalité issu de l’article de Wikipédia en anglais intitulé « Gent-Sint-Pieters railway station » (voir la liste des auteurs).